# 台東縣鄉道
台東縣鄉道在1961年始有編制存在，今日系統於1983年大致定型，共計94條。路線多由主要南北幹道台9線、台11線、197線向東或西延伸，花東縱谷內鄉道互相交織成路網情形較明顯，尤以台東市、鹿野鄉、關山鎮、池上鄉為最。濱海鄉鎮內鄉道多半沿河流兩側深入聚落，或在濱海的平地上以U字型繞經聚落，兩端接在幹道上。

## 路網分佈

### 花東縱谷
| 編號   | 途經鄉鎮       | 起點                 | 路線                                         | 迄點                   | 里程   |
| 東1    | 海端鄉、池上鄉 | 龍泉                 |                                              | 新興（東6線岔路）      | 7.521  |
| 東1-1  | 池上鄉         | 萬朝（東1-1線岔路）  |                                              | 陸安（台20甲線岔路）   | 1.371  |
| 東2    | 池上鄉         | 陸安（台20甲線岔路） |                                              | 新興（台9線岔路）      | 1.419  |
| 東3    | 海端鄉、池上鄉 | 丹那（東1線岔路）    |                                              | 池上（東1線岔路）      | 5.386  |
| 東3-1  | 池上鄉         | 富文（東3線岔路）    |                                              | 學田（縣界）           | 1.257  |
| 東4    | 池上鄉         | 大坡（東9-1線岔路）  |                                              | 永豐（縣界）           | 4.692  |
| 東5    | 海端鄉、關山鎮 | 海端（台20線岔路）   |                                              | 豐泉（台9線岔路）      | 5.409  |
| 東6    | 池上鄉         | 新武路（台9線岔路）  |                                              | 萬安（197線岔路）      | 2.412  |
| 東7    | 池上鄉、關山鎮 | 池上（台9線岔路）    |                                              | 新福里（東8-1線岔路）  | 12.758 |
| 東8    | 關山鎮         | 三民（東8-1線岔路）  | 三民路 → 仁愛路 → 溪埔路                     | 新福（東7線岔路）      | 1.774  |
| 東8-1  | 關山鎮         | 崁頂                 | 民權路 → 三民路 → 民族路 → 隆聖路 → 電光大橋 | 電光（197線岔路）      | 4.948  |
| 東9    | 池上鄉         | 慶豐（台9線岔路）    |                                              | 錦園（197線岔路）      | 2.715  |
| 東9-1  | 池上鄉         | 大坡（東9線岔路）    |                                              | 南溪（197線岔路）      | 3.937  |
| 東9-2  | 池上鄉         | 錦園（197線岔路）    |                                              | 萬安（東9-1線岔路）    | 3.395  |
| 東24   | 池上鄉         | 振興（197線岔路）    |                                              | 白毛寮（197線岔路）    | 5.841  |
| 東25   | 關山鎮         | 山富（台9線岔路）    |                                              | 月眉（台9線岔路）      | 3.195  |
| 東26   | 關山鎮         | 中興（197線岔路）    |                                              | 山上（197線岔路）      | 9.974  |
| 東28   | 海端鄉、關山鎮 | 加樂                 | 山順路                                       | 月眉（東25線岔路）     | 2.390  |
| 東28-1 | 海端鄉、關山鎮 | 加拿                 |                                              | 加和（台9線岔路）      | 2.233  |
| 東29   | 鹿野鄉         | 景豐（台9線岔路）    | 瑞景路                                       | 鹿寮（台9線岔路）      | 7.820  |
| 東29-1 | 鹿野鄉         | 瑞源（東29線岔路）   | 瑞和新豐道路                                 | 大埔尾（台9線岔路）    | 1.740  |
| 東31   | 鹿野鄉         | 新豐（台9線岔路）    | 新豐鹿野道路 → 文化路                        | 瑞源（東29線岔路）     | 3.378  |
| 東31-1 | 鹿野鄉         | 農場（東31線岔路）   | 新豐鹿野道路 → 裕民路                        | 瑞源車站（東29線岔路） | 1.336  |
| 東32   | 延平鄉、鹿野鄉 | 永康                 | 永安路                                       | 鹿寮（台9線岔路）      | 4.221  |
| 東33   | 鹿野鄉、延平鄉 | 永樂                 | 永樂路 → 龍馬路 → 光榮路                     | 鹿野橋（台9線岔路）    | 8.88   |
| 東33-1 | 延平鄉、鹿野鄉 | 永興（東33線岔路）   | 永興永安道路                                 | 永安（東33線岔路）     | 2.074  |
| 東33-2 | 鹿野鄉         | 馬海（東33線岔路）   | 五十戶路                                     | 龍田（東33線岔路）     | 3.430  |
| 東34   | 鹿野鄉         | 鹿鳴（東33線岔路）   | 光榮路                                       | 鹿野（台9線岔路）      | 7.435  |
| 東35   | 鹿野鄉         | 永興（台9線岔路）    | 高台產業道路                                 | 永安（東34線岔路）     | 9.170  |
| 東36   | 鹿野鄉、延平鄉 | 鹿鳴橋（台9線岔路）  | 紅谷路 → 紅葉產業道路                        | 清水                   | 8.903  |
| 東40   | 延平鄉         | 下野（197線岔路）    |                                              | 松林（延平東河鄉界）   | 5.336  |

### 東北海岸
此區鄉道幾乎皆由台11線向海岸山脈延伸（東17線與東23線為例外），亦有再折回將終點設於台11線上者（如東13線、東42線），唯少有貫通海岸山脈者（多為省道）。交通部運輸研究所曾計劃打通東23線與東40線間一段後合併升格為縣道（泰源－鹿野），目前由東23-1線銜接此兩條鄉道。
比起長濱鄉和東河鄉，成功鎮的鄉道分佈較為集中，除東19線外均在成功市區和三仙台週遭。卑南鄉內鄉道大多沒有路名，位於台9線與卑南溪間丘陵及台9線與台9乙線間平原，唯一位於海岸山脈者為東44線，其中東37線串連多條鄉內鄉道。東37線和東55線為台9乙線計劃線之一。
| 編號                                             | 途經鄉鎮 | 起點                 | 路線                            | 迄點                   | 里程   |
| 臺東縣東北海岸公路地圖（東河鄉、成功鎮、長濱鄉） |          |                      |                                 |                        |        |
| 東10                                             | 長濱鄉   | 水母                 |                                 | 樟原（台11線岔路）     | 7.535  |
| 東11                                             | 長濱鄉   | 仙洞（台11線岔路）   |                                 | 大俱來（台11線岔路）   | 3.495  |
| 東12                                             | 長濱鄉   | 城山（台11線岔路）   |                                 | 山下                   | 3.159  |
| 東13                                             | 長濱鄉   | 長光（台11線岔路）   | 忠孝路 → 長光產業道路(金剛大道) | 長濱（台11線舊線岔路） | 4.968  |
| 東14                                             | 長濱鄉   | 寧埔（東17線岔路）   |                                 | 石寧埔                 | 4.688  |
| 東15                                             | 成功鎮   | 高台                 |                                 | 富榮（台11線岔路）     | 6.867  |
| 東16                                             | 成功鎮   | 基翬（東18線岔路）   | 三民產業道路 → 仙民產業道路     | 芝田（台11線岔路）     | 3.817  |
| 東17                                             | 成功鎮   | 基翬（台11線岔路）   | 基翬路 → 中山東路               | 成功（太平路路口）     | 3.952  |
| 東18                                             | 成功鎮   | 富榮農場             | 富榮路                          | 成功（台11線岔路）     | 4.526  |
| 東19                                             | 成功鎮   | 嘉平（台11線岔路）   | 和平二號道路 → 和平三號道路     | 四朗橋（台11線岔路）   | 2.403  |
| 東23                                             | 東河鄉   | 泰源（台23線岔路）   | 七塊厝產業道路                  | 七塊厝（南溪普陀岩）   | 13.629 |
| 東23-1                                           | 東河鄉   | 七塊厝（南溪普陀岩） | 烏心石產業道路                  | 松林（延平東河鄉界）   | 12.000 |
| 東41                                             | 東河鄉   | 佳里（台11線岔路）   |                                 | 興昌（台11線岔路）     | 3.460  |
| 東42                                             | 東河鄉   | 都蘭山（台11線岔路） | 圓山產業道路                    | 都蘭（台11線岔路）     | 6.110  |
| 東43                                             | 東河鄉   | 鴨頭岩（台11線岔路） | 五線產業道路                    | 都界（台11線岔路）     | 5.451  |

### 卑南鄉與台東市
此區鄉道集中在利嘉溪和卑南溪間地形平緩處，縱橫各向都有，形成網狀的交織路網。大部份鄉道全線均位於台東市境內，少數較西北的鄉道公路連接台東市與卑南鄉，如東46線、東52線。共同的特點是長度較短。卑南鄉境內亦有多條鄉道位於台9線以東山區串連各山間聚落。
利嘉溪以西南地區有東57線和東59線，可聯絡台9線和台11線。
| 編號   | 途經鄉鎮       | 起點                 | 路線                                                                                      | 迄點                   | 里程   |
|        |                |                      |                                                                                           |                        |        |
| 東37   | 卑南鄉         | 嘉豐（東38線岔路）   | 嘉豐產業道路 → 賓朗產業道路 → 和平路                                                      | 太平（台9線岔路）      | 17.389 |
| 東37-1 | 卑南鄉         | 明峰（台9線岔路）    | 文泰路                                                                                    | 試驗場（東37線岔路）   | 1.977  |
| 東38   | 卑南鄉         | 稻葉（台9線岔路）    | 稻葉產業道路                                                                              | 試驗場（東37線岔路）   | 12.138 |
| 東44   | 卑南鄉         | 石頭山（197線岔路）  |                                                                                           | 加祿蘭（台11線岔路）   | 6.775  |
| 東45   | 卑南鄉、台東市 | 利吉（197線岔路）    |                                                                                           | 台東（台11線岔路）     | 12.613 |
| 東46   | 卑南鄉、台東市 | 澱粉（台9線岔路）    |                                                                                           | 岩灣（台11乙線岔路）   | 9.914  |
| 東47   | 卑南鄉         | 煙草間（台9線岔路）  |                                                                                           | 東城（台9線岔路）      | 3.091  |
| 東47-1 | 卑南鄉         | 斑鳩（東47線岔路）   |                                                                                           | 舊斑鳩                 | 1.664  |
| 東48   | 台東市         | 大橋（台11乙線岔路） | 馬亨亨大道 → 傳廣路                                                                       | 康樂（東51線岔路）     | 6.836  |
| 東48-1 | 台東市         | 馬蘭（台9線岔路）    | 新生路                                                                                    | 台東（台11線舊線岔路） | 2.384  |
| 東49   | 台東市         | 南王（台9線岔路）    | 更生北路633巷                                                                             | 豐年（台9線岔路）      | 1.834  |
| 東50   | 台東市         | 豐田（台9線岔路）    | 博物館路                                                                                  | 康樂                   | 2.696  |
| 東50-1 | 台東市         | 機場                 | 南島大道                                                                                  | 康樂（東51線岔路）     | 1.453  |
| 東51   | 台東市         | 卑南（台9線岔路）    | 連航路 → 蘭州街58巷 → 蘭州街 → 中興路二段 → 民航路 → 豐年路 → 豐谷南北路 → 四川路一段22巷 | 豐田（台11線岔路）     | 12.590 |
| 東52   | 卑南鄉、台東市 | 利嘉（台9乙線岔路）  | 利嘉路                                                                                    | 份仔寮（台9線岔路）    | 2.113  |
| 東53   | 台東市         | 豐年（台9線岔路）    | 綏遠路 → 四川路                                                                           | 妥拖（東51線岔路）     | 6.390  |
| 東54   | 卑南鄉、台東市 | 大南社               | 比利良產業道路 → 東興北路 → 東園一街 → 東興路                                             | 大南（台9線岔路）      | 2.446  |
| 東55   | 卑南鄉、台東市 | 太平（台9乙線岔路）  | 太平路                                                                                    | 份仔寮（台9線岔路）    | 3.119  |
| 東57   | 台東市         | 大南（台9線岔路）    | 大學路                                                                                    | 豐源（台11線岔路）     | 5.279  |
| 東59   | 台東市         | 下建和（台9線岔路）  | 雲南路                                                                                    | 海邊                   | 3.826  |

### 東南海岸
此區鄉道多由台9線南迴公路向中央山脈岔出，連結山中原住民部落，如金峰鄉歷坵、嘉蘭部落、達仁鄉土坂、安朔部落等，這些鄉道多半是重要的聯絡公路，是部落交通的門戶。亦有非聯絡性質的產業道路，如東61線。東60線也是此區鄉道性質較特殊者，終點結束在微波站，是賞鷹景點的聯絡道路。
| 編號                                                       | 途經鄉鎮         | 起點                  | 路線                      | 迄點                | 里程   |
| 臺東縣東南海岸公路地圖（達仁鄉、大武鄉、金峰鄉、太麻里鄉） |                  |                       |                           |                     |        |
| 東60                                                       | 太麻里鄉         | 三和（台9線岔路）     | 西川山產業道路            | 微波站              | 8.868  |
| 東61                                                       | 太麻里鄉         | 北太麻里（台9線岔路） |                           | 森川                | 7.055  |
| 東62                                                       | 太麻里鄉         | 大溪（台9線岔路）     | 大坑道路                  | 華源                | 1.533  |
| 東63                                                       | 太麻里鄉         | 太麻里（台9線岔路）   |                           | 佳崙                | 2.660  |
| 東64                                                       | 金峰鄉、太麻里鄉 | 金峰                  |                           | 太麻里（台9線岔路） | 6.714  |
| 東66                                                       | 金峰鄉、太麻里鄉 | 歷坵                  | 金崙林道                  | 金崙（台9線岔路）   | 4.694  |
| 東67                                                       | 大武鄉           | 大溪（台9線岔路）     | 愛國埔產業道路            | 大竹高山            | 2.844  |
| 東68                                                       | 達仁鄉、太麻里鄉 | 大溪（台9線岔路）     | 大溪土坂產業道路          | 土坂                | 8.422  |
| 東68-1                                                     | 達仁鄉           | 檢查站（東68線岔路）  | 台坂產業道路              | 台坂                | 2.370  |
| 東69                                                       | 大武鄉           | 大武溪（198線岔路）   | 大埤池產業道路 → 政通五街 | 大武（台9線岔路）   | 4.004  |
| 東70                                                       | 達仁鄉、大武鄉   | 新化                  | 達新產業道路              | 大武（台9線岔路）   | 11.094 |
| 東72                                                       | 達仁鄉           | 達仁（台9線岔路）     | 安朔路                    | 安朔                | 2.044  |

### 離島
綠島鄉和蘭嶼鄉境內合計僅三條鄉道，東80線、東90線為兩島之環島公路，蘭嶼環島公路東80線為全縣最長鄉道（34.981公里），綠島環島公路東90線亦為全縣第三長鄉道（18.247公里）。另一條鄉道公路蘭嶼橫貫公路東81線，連接野銀和紅頭兩地，但不遵守橫貫公路為偶數編號之規定。

綠島鄉公路完成紀念碑

| 編號 | 途經鄉鎮 | 起點                 | 路線         | 迄點               | 里程   |
| 東80 | 蘭嶼鄉   | 蘭嶼環島公路         | 蘭嶼環島公路 | 蘭嶼環島公路       | 34.981 |
| 東81 | 蘭嶼鄉   | 野銀社（東80線岔路） | 蘭嶼橫貫公路 | 紅頭（東80線岔路） | 3.939  |
| 東90 | 綠島鄉   | 綠島環島公路         | 綠島環島公路 | 綠島環島公路       | 18.247 |